# Kleinhoop
Kleinhoop (Kleynhoop, Kleine Hoop) is een voormalige suikerplantage aan de Cotticarivier in de kolonie Suriname. In Sranantongo werd ze Wolfoe genoemd. 

## Plantage
Plantage Kleinhoop was gelegen aan de Cottica rechts in het afvaren; grenzend stroomafwaarts aan
koffieplantage Nieuw Mocha, stroomopwaarts aan koffieplantage Twijfelachtig. 
In 1737 was de plantage 500 Surinaamse akkers groot, ongeveer 215 hectare. Er werd suikerriet verbouwd. Kleinhoop had een stoomgedreven suikermolen.

## Eigendomssituaties
(naar jaar)
- 1737: Weduwe Voltelen
- 1770: P. Wentword
- 1820: R. Austin
- 1824: P. Wintworth
- 1827: R. Austin
- 1863: 
  - William Paul Austin (woonachtig op plantage Catharina Sophia) voor 7/24 aandeel,
  - Mary Jane Austin, weduwe Tuckness (te Blandford, Engeland), voor 7/24 aandeel,
  - Charles Adye Austin (te Pernambuco) voor 7/24 aandeel en
  - Welshire Stantin Austin voor 3/24 aandeel.

## Emancipatie en verder
Vanaf 1855 worden - getuige de krantenberichten - al verschillende slaafgemaakten van Kleinhoop door naasten vrijgekocht. In 1858 was de slavenmacht op Kleinhoop 141. Edoch, vijf jaar later bij de afschaffing van de slavernij in Suriname (1863) werden op Kleinhoop 253 personen 'vrijgemaakt'. Hierbij werden 79 nieuwe familienamen geboekstaafd, te weten:
Beeldhouwer, Beyerland, Blaaspijp, Bodegrave, Boomstruik, Brunsen, Buitenman, Burnap, Dalbeek, Dammeester, Daterland, Diletant, Dirksland, Draagbank, Draaibar, Eendbogel, Eenvoud, Eerbast, Faxis, Franszoon, Ganzenbloem, Geel, Glasslijper, Grasboker, Grondtoon, Hamervast, Hardlooper, Hark, Hefboom, Hoosveld, Kilkspaan, Klephoon, Klopstam, Knoopmaker, Knusselaar, Kogeldans, Koolstof, Kortereis, Kraakbeen, Kressenhof, Kroonland, Kweekeling, Lakmoes, Lauriers, Leerzaam, Lelie, Lentword, Lepelaar, Naaldwijk, Orgelbaas, Pannenbakker, Patent, Prespomp, Pruikens, Pijphoorn, Raadschuur, Runhoop, Schermer, Sennebad, Sermoen, Sniphout, Stampers, Starvast, Steenburger, Steengroeve, Strobs, Stroefbeers, Struifers, Struikelblok, Touwslager, Trapper, Tulp, Tulpenbol, Tijdmeter, Vleugelman, Winterbloem, Zorgvol, Zwaaf, Zwaartekracht.
De plantageadministrateuren te Suriname waren op dat moment D.J.C. O'Ferrall en R.B. Austin. Als plantage-directeur wordt vermeld  H.M. van Wijcks.
Na een mogelijke eigendomswisseling in 1887 wordt Kleinhoop, met daarop een nieuwe woning, in 1893 ter veiling aangeboden. In 1898 wordt een deelperceel van tien akkers met daarop jonge cacaobomen te koop aangeboden.